# Lucie Delarue-Mardrus
Lucie Delarue-Mardrus   (Honfleur, 3 de novembre de 1874 - Château-Gontier, 26 d'abril de 1945) fou una periodista, poeta, novel·lista, escultora, historiadora i dissenyadora francesa. Publicà més de 70 llibres.

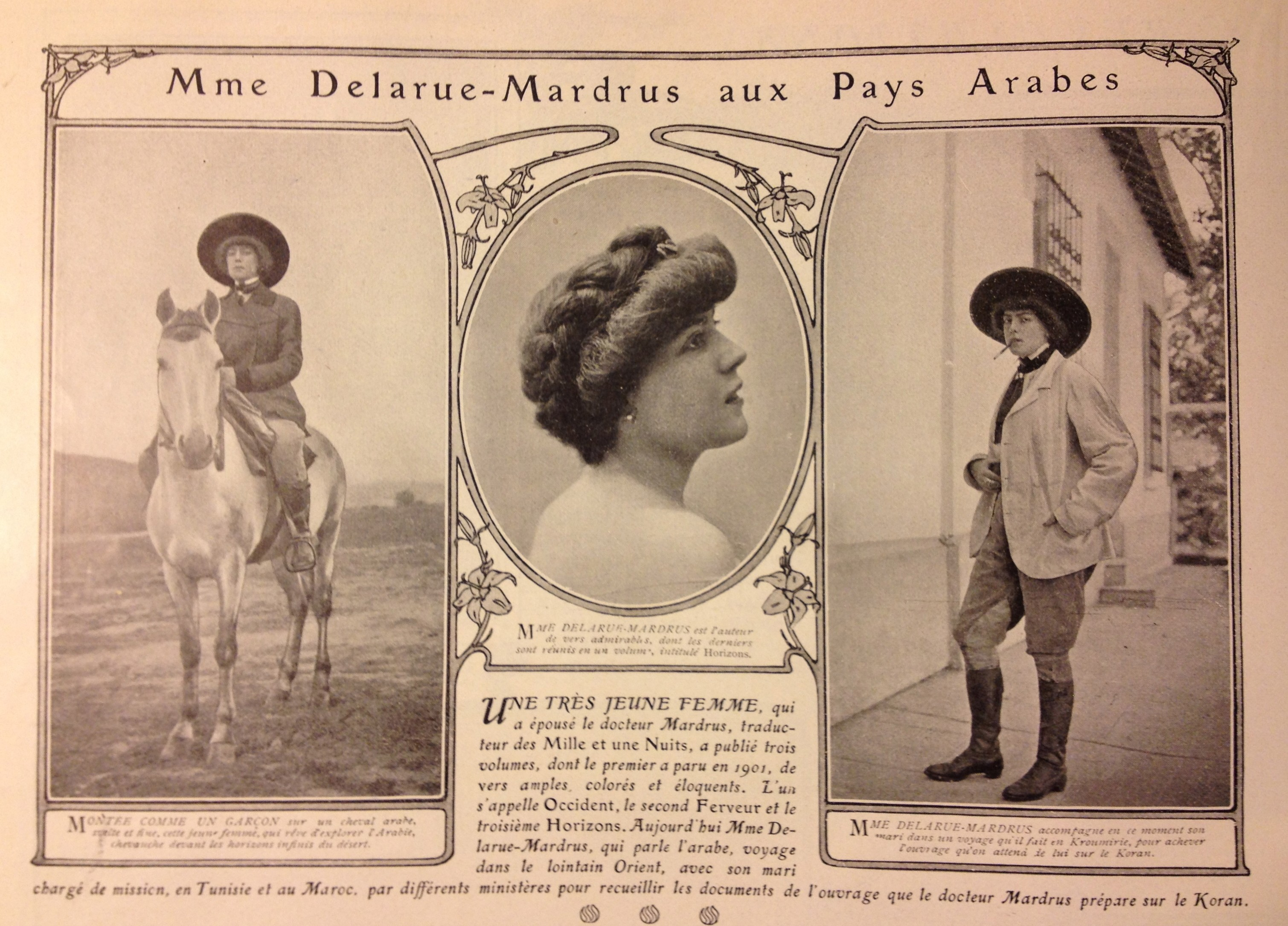
Setembre de 1905, edició de la Vie Heureuse

A l'estat francés, és sobretot coneguda pel seu poema "L'odeur de mon pays était dans une pomme". Els seus escrits expressen el seu amor pels viatges i per la seua terra, Normandia. En L'Ex-vot (1932), per exemple, descriu la vida i l'entorn dels pescadors d'Honfleur a començament del segle xx.

## Biografia
Es casà amb el doctor i traductor J. C. Mardrus de 1900 a 1915, però manifestà l'orientació sexual cap a les dones, amb qui tingué diverses relacions al llarg de la vida i escrigué extensament sobre l'amor lèsbic. Fou infermera voluntària en la Primera Guerra Mundial. En la seua boda va causar un petit escàndol perquè hi aparegué amb vestit de ciclista.
El 1902-03 escrigué uns poemes d'amor a l'escriptora estatunidenca Natalie Clifford Barney, publicats pòstumament el 1957, com Nos secrètes amours, i una obra de teatre, Sapho désesperée. Entre les seues amigues hi havia l'escriptora Colette. En la novel·la pòstuma de Jean Lorrain, Maison pour dames, publicada el 1908, l'autor satiritzà les ambicions i intrigues del grup d'escriptores al qual pertanyia. Entre elles hi havia a més de Natalie Barney, Renée Vivien i Anna de Noailles. Formà part també d'un grup de poetes conegut pel nom que els posà Charles Maurras, "els bacchantes", per al qual havien caigut en la gosadia i en l'impudor de parlar de si mateixes revelant el seu jo íntim. A aquest grup pertanyien Anna de Noailles, Renée Vivien, Cécile Sauvage, Gérard d'Houville o Marie Dauguet, entre d'altres.
Després del seu divorci el 1914, visqué a Normandia amb el seu amant Germaine de Castro.
Descrigué Barney en la seua novel·la de 1930 L'Ange et les Pervers, sobre la qual digué: "vaig analitzar i descriure Natalie fil per randa, així com la vida en la qual m'inicià". La protagonista és una persona intersexual anomenada Marion, que viu una doble vida: sovinteja salons literaris amb vestimenta femenina, i després canvia de faldilla a pantalons per a assistir a vetlades homosexuals. Barney apareix com "Laurette Wells", una amfitriona d'un saló que passa gran part de la novel·la intentant recuperar una examant, basada en els intents de la vida de Barney per recuperar la seua relació amb la seua examant, Renée Vivien.
Un admirador descrigué Lucie Delarue-Mardrus així: "És adorable. Esculpeix, munta a cavall, estima una dona, després una altra, i una altra més. Va poder alliberar-se del seu espòs i mai s'ha embarcat en un segon matrimoni o en la conquesta d'un altre home".
Va acabar els seus dies al camp, impedida pel reuma.
Les seues novel·les han inspirat algunes pel·lícules, com El diable en el cor, de Marcel L'Herbier (1926) o Ex-vot (1928) del mateix director.

## Reconeixements
Fou guardonada amb el primer premi Renée Vivien per a dones poetes el 1936.
Un carrer de la ciutat on va néixer porta el seu nom.